# Nina Andrejewna Statkewitsch
Nina Andrejewna Statkewitsch (russisch Нина Андреевна Статкевич; * 16. Februar 1944 in Moskau) ist eine ehemalige sowjetische Eisschnellläuferin. Sie wurde 1971 Weltmeisterin im Mehrkampf und gewann zwischen 1970 und 1974 insgesamt acht Medaillen bei internationalen Meisterschaften.

## Laufbahn

### Aufstieg ins Nationalteam (bis 1968)
Statkewitsch wuchs im Leningrader Bezirk Kolomjagi auf und übte – obwohl an Rachitis erkrankt – in ihrer Schulzeit mehrere Sportarten aus. Während sie im Sommer unter anderem im Volleyball und in der Leichtathletik aktiv war, lief sie im Winter auf Schlittschuhen. Ab dem Alter von 16 Jahren arbeitete sie in der Glühlampenproduktion der Leningrader Elektronikfirma Swetlana. Sie wurde in die Sportabteilung des Werks aufgenommen und im Eisschnelllauf von Wiktor Solowjew betreut, den sie in späteren Interviews als zentrale Figur für ihren Erfolg bezeichnete. Einige Trainingseinheiten absolvierte sie zudem bei der Sportvereinigung Trud unter der zweimaligen Weltmeisterin Lidija Selichowa. Im Verlauf der 1960er-Jahre feierte Statkewitsch Erfolge auf lokaler Ebene und errang 1963 den Titel der Stadtmeisterin. Im Frühjahr 1968 wurde die zu diesem Zeitpunkt 24-Jährige in die Nationalmannschaft der Sowjetunion aufgenommen und kündigte ihre Stelle bei Swetlana. Die sowjetischen Sportlerinnen hatten vom Ende des Zweiten Weltkriegs bis Mitte der 1960er-Jahre den internationalen Eisschnelllauf geprägt und 15 Weltmeistertitel am Stück gewonnen, waren aber seitdem bei mehreren Titelkämpfen vor allem von den Niederländerinnen geschlagen worden.

### Internationale Erfolge (1968 bis 1976)

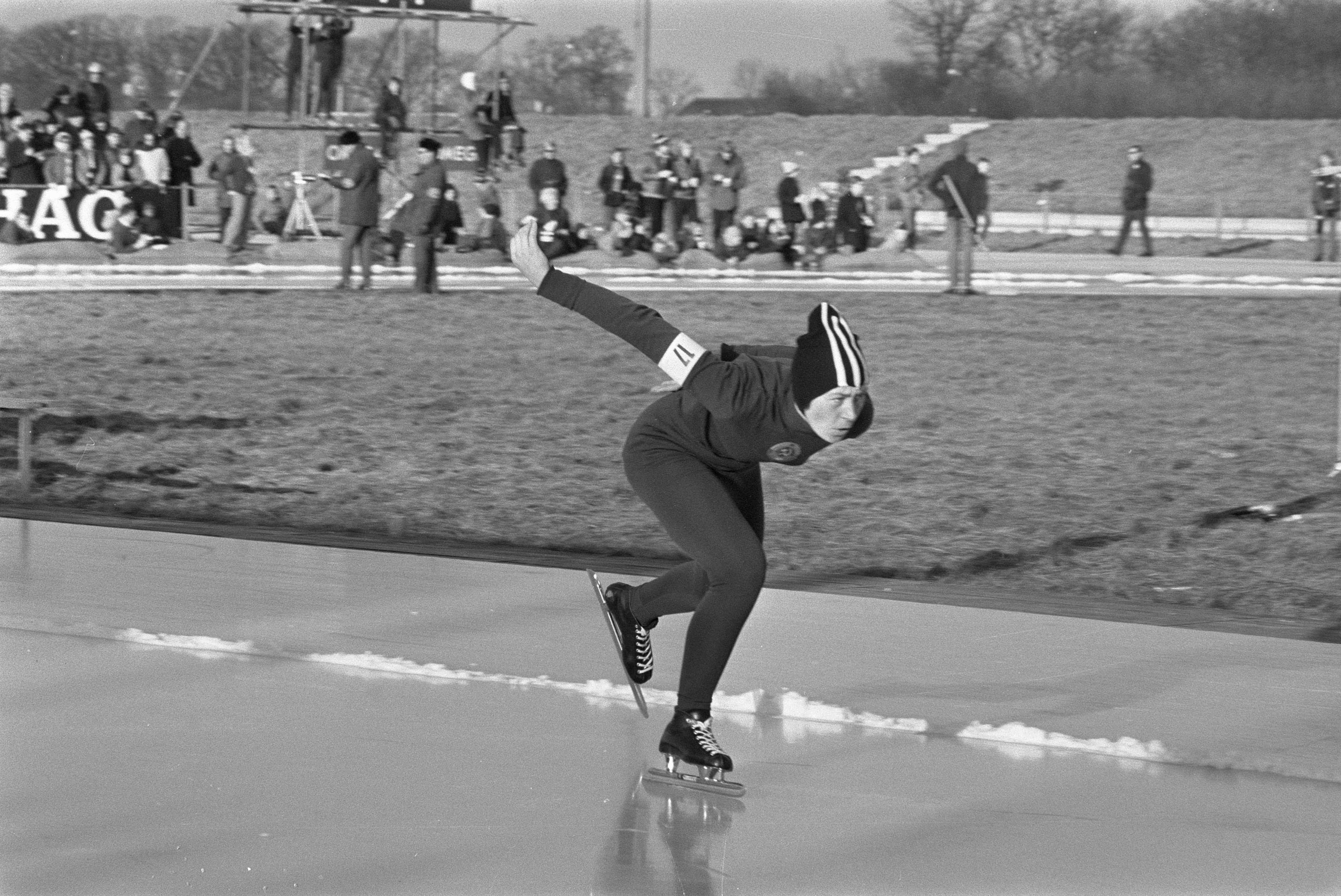
Statkewitsch während der Europameisterschaft 1970

Im Januar 1970 gewann Statkewitsch die nationalen Meistertitel sowohl im Sprint- als auch im Allround-Vierkampf (über Strecken von 500 m bis 3000 m). Sie setzte sich unter anderem gegen die Olympiasiegerin Ljudmila Titowa und die Weltmeisterin Lāsma Kauniste durch. Während des Allround-Mehrkampfes auf der Bahn von Medeo verbesserte sie den 1500-Meter-Weltrekord auf eine Zeit von 2:17,8 Minuten und erreichte die beste Punktzahl, die bis dahin in einem Vierkampf auf diesen Strecken erzielt worden war. Wenige Wochen nach den UdSSR-Meisterschaften schlug Statkewitsch bei der erstmals ausgetragenen Europameisterschaft im Mehrkampf auch die niederländischen Konkurrentinnen um Stien Kaiser und Ans Schut und gewann ihren ersten internationalen Titel. Bei den Sprintweltmeisterschaften im Februar 1970 im US-amerikanischen West Allis wurde Statkewitsch Zweite hinter Titowa, während sie bei der Mehrkampf-WM am gleichen Ort eine Woche später stürzte und im Gesamtklassement die vorderen Ränge verpasste. Zum Abschluss des Winters 1970 entschied sie drei Wettkämpfe bei der Winter-Universiade in Rovaniemi für sich. Die Europameisterschaft 1971 fand im Leningrader Petrowski-Stadion statt, wo Statkewitsch – neben Kapitolina Serjogina eine von zwei aus der Stadt stammenden Athletinnen im sowjetischen Nationalteam – besondere Publikumsunterstützung erhielt. Sie gewann den Wettkampf mit knapp drei Punkten Vorsprung auf Ljudmila Titowa und Serjogina. Bei der Mehrkampf-WM Anfang Februar 1971 in Helsinki schlug Statkewitsch Stien Kaiser ebenfalls um mehr als zwei Punkte und sicherte sich damit den einzigen Weltmeistertitel ihrer Karriere.
Statkewitsch behielt im weiteren Verlauf der 1970er-Jahre ihre Position in der Weltspitze. Bis 1974 gewann sie vier weitere Mehrkampfmedaillen bei Welt- und Europameisterschaften, jeweils bei Siegen von Atje Keulen-Deelstra. Bei ihren Olympiateilnahmen 1972 und 1976 blieb Statkewitsch hingegen ohne Medaille. Ihr bestes Ergebnis waren zwei fünfte Ränge, die sie bei den Winterspielen 1972 in Sapporo über 1000 m und 3000 m belegte. Ihren Misserfolg machte sie vor allem an der in ihren Augen fehlerhaften Vorbereitung des sowjetischen Teams fest, das erst wenige Tage vor Beginn der Wettkämpfe nach Japan flog und dementsprechend Probleme mit der Akklimatisation gehabt habe. Im März 1973 lief Statkewitsch bei einem nationalen Rennen in Medeo über 3000 m eine Zeit von 4:43,0 Minuten, die schneller als der Weltrekord war, aber (gemäß einer zeitgenössischen Agenturmeldung wegen eines Formfehlers) nicht als internationale Bestmarke anerkannt wurde. 1974 errang Statkewitsch ihren vierten sowjetischen Meistertitel im Allround-Mehrkampf – neben dem Sprinterfolg 1970 war das ihr insgesamt fünfter nationaler Mehrkampftitel. Nach dem olympischen Winter 1976 beendete sie ihre aktive Laufbahn. Sie arbeitete in den folgenden vier Jahren als Trainerin in Leningrad, unter anderem in der Nachfolge Lidija Selichowas bei Trud, ehe sie sich nach der Geburt ihrer zweiten Tochter aus dem Leistungssport zurückzog.

## Persönliches
Statkewitsch studierte ab 1968 an der Lesgaft-Akademie für Leibesübungen in Leningrad, das eine frühere Bewerbung mit Verweis auf ihre gesundheitlichen Probleme abgelehnt hatte. Im Juni 1973 heiratete sie den Eisschnellläufer und mehrmaligen WM-Teilnehmer Wladimir Kaschtschei, den sie über den Sport kennengelernt hatte. Das Paar bekam zwei Töchter (* 1975; * 1980/81), die beide ebenfalls im Eisschnelllauf aktiv waren.

## Statistik

### Olympische Winterspiele
Nina Statkewitsch war 1972 und 1976 Teil des sowjetischen Olympiaaufgebots. Sie nahm an fünf Wettkämpfen teil.
| Olympische Winterspiele | Olympische Winterspiele | 1000 m | 1500 m | 3000 m |
| Jahr                    | Ort                     | 1000 m | 1500 m | 3000 m |
| ----------------------- | ----------------------- | ------ | ------ | ------ |
| 1972                    | Sapporo                 | 5.     | 6.     | 5.     |
| 1976                    | Innsbruck               | –      | 15.    | 13.    |

### Mehrkampfweltmeisterschaften
Von 1970 bis 1974 nahm Statkewitsch an fünf Mehrkampfweltmeisterschaften teil und gewann dabei eine Gold- und eine Bronzemedaille. Die folgende Tabelle zeigt ihre Zeiten – und in Klammern jeweils dahinter ihre Platzierungen – auf den vier gelaufenen Einzelstrecken sowie die sich daraus errechnende Gesamtpunktzahl nach dem Samalog und die Endplatzierung. Die Anordnung der Distanzen entspricht ihrer Reihenfolge im Programm der Mehrkampf-WM zur aktiven Zeit Statkewitschs.
| Mehrkampf-WM | Mehrkampf-WM | 500 m (in Sekunden) | 1500 m (in Minuten) | 1000 m (in Minuten) | 3000 m (in Minuten) | Punkte  | Platz |
| Jahr         | Ort          | 500 m (in Sekunden) | 1500 m (in Minuten) | 1000 m (in Minuten) | 3000 m (in Minuten) | Punkte  | Platz |
| 1970         | West Allis   | 46,31 0(8)          | 2:32,20 (17)        | 1:33,60 (5)         | DNQ                 | 143,843 | 17.   |
| 1971         | Helsinki     | 46,80 (4)           | 2:23,20 (1)         | 1:34,00 (3)         | 4:59,20 (3)         | 191,399 | 1.    |
| 1972         | Heerenveen   | 45,04 (12)          | 2:20,71 0(4)        | 1:32,55 (4)         | 5:03,68 (4)         | 188,831 | 4.    |
| 1973         | Strömsund    | 46,21 (13)          | 2:22,04 0(6)        | 1:31,76 (4)         | 4:55,49 (3)         | 188,685 | 4.    |
| 1974         | Heerenveen   | 45,67 0(6)          | 2:22,56 0(5)        | 1:31,38 (6)         | 4:51,03 (3)         | 187,385 | 3.    |

### Sprintweltmeisterschaften
Von 1970 bis 1974 nahm Statkewitsch an drei Sprintweltmeisterschaften teil und gewann dabei eine Silbermedaille. Die folgende Tabelle zeigt ihre Zeiten – und in Klammern jeweils dahinter ihre Platzierungen – auf den vier gelaufenen Einzelstrecken sowie die sich daraus errechnende Gesamtpunktzahl nach dem Samalog und die Endplatzierung. Die Anordnung der Distanzen entspricht ihrer Reihenfolge im Programm der Sprint-WM zur aktiven Zeit Statkewitschs.
| Sprint-WM | Sprint-WM  | 500 m 1. Rennen (in Sekunden) | 1000 m 1. Rennen (in Minuten) | 500 m 2. Rennen (in Sekunden) | 1000 m 2. Rennen (in Minuten) | Punkte  | Platz |
| Jahr      | Ort        | 500 m 1. Rennen (in Sekunden) | 1000 m 1. Rennen (in Minuten) | 500 m 2. Rennen (in Sekunden) | 1000 m 2. Rennen (in Minuten) | Punkte  | Platz |
| 1970      | West Allis | 46,26 0(9)                    | 1:34,70 (2)                   | 45,67 0(2)                    | 1:31,80 (1)                   | 185,180 | 2.    |
| 1971      | Inzell     | 45,16 (11)                    | 1:30,10 (5)                   | 45,52 (15)                    | 1:30,80 (8)                   | 181,130 | 7.    |
| 1974      | Innsbruck  | 44,38 0(7)                    | 1:34,01 (2)                   | 45,88 (18)                    | 1:31,21 (11)                  | 182,870 | 5.    |

### Mehrkampfeuropameisterschaften
Von 1970 bis 1974 nahm Statkewitsch an fünf Mehrkampfeuropameisterschaften teil und gewann dabei zwei Goldmedaillen sowie zweimal Silber und einmal Bronze. Die folgende Tabelle zeigt ihre Zeiten – und in Klammern jeweils dahinter ihre Platzierungen – auf den vier gelaufenen Einzelstrecken sowie die sich daraus errechnende Gesamtpunktzahl nach dem Samalog und die Endplatzierung. Die Anordnung der Distanzen entspricht ihrer Reihenfolge im Programm der Mehrkampf-EM zur aktiven Zeit Statkewitschs.
| Mehrkampf-EM | Mehrkampf-EM | 500 m (in Sekunden) | 1500 m (in Minuten) | 1000 m (in Minuten) | 3000 m (in Minuten) | Punkte  | Platz |
| Jahr         | Ort          | 500 m (in Sekunden) | 1500 m (in Minuten) | 1000 m (in Minuten) | 3000 m (in Minuten) | Punkte  | Platz |
| 1970         | Heerenveen   | 45,69 0(2)          | 2:24,90 (1)         | 1:36,30 (2)         | 5:13,90 (5)         | 194,457 | 1.    |
| 1971         | Leningrad    | 46,23 0(4)          | 2:25,50 (1)         | 1:37,00 (2)         | 5:23,20 (2)         | 197,097 | 1.    |
| 1972         | Inzell       | 44,62 (10)          | 2:17,90 (5)         | 1:28,82 (2)         | 4:48,83 (1)         | 183,135 | 2.    |
| 1973         | Gran         | 45,60 (6)           | 2:22,70 (5)         | 1:32,56 (4)         | 4:56,17 (2)         | 188,809 | 3.    |
| 1974         | Medeo        | 44,53 0(4)          | 2:17,41 (2)         | 1:29,46 (4)         | 4:54,98 (1)         | 184,226 | 2.    |

### Persönliche Bestzeiten
Ihre persönlichen Karrierebestzeiten lief Statkewitsch – mit Ausnahme der selten gelaufenen 5000-Meter-Distanz – allesamt auf der Bahn in Medeo.
| Distanz | Zeit        | Datum             | Ort      |
| ------- | ----------- | ----------------- | -------- |
| 500 m   | 43,32 s     | 17. Januar 1970   | Medeo    |
| 1000 m  | 1:28,10 min | 20. März 1973     | Medeo    |
| 1500 m  | 2:16,48 min | 27. Januar 1973   | Medeo    |
| 3000 m  | 4:43,00 min | 20. März 1973     | Medeo    |
| 3000 m  | 8:36,50 min | 18. Dezember 1975 | Budapest |